# Huso horario de España
| Azul claro | Hora europea occidental/Hora media de Greenwich (UTC±00:00)                                       |
| Azul       | Hora europea occidental/Hora media de Greenwich (UTC±00:00)                                       |
| Azul       | Hora europea occidental de verano/Horario de verano británico/Hora estándar irlandesa (UTC+01:00) |
| Rojo       | Hora central europea (UTC+01:00)                                                                  |
| Rojo       | Hora central europea de verano (UTC+02:00)                                                        |
| Amarillo   | Hora europea oriental/Hora de Kaliningrado (UTC+02:00)                                            |
| Caqui      | Hora europea oriental (UTC+02:00)                                                                 |
| Caqui      | Hora europea oriental de verano (UTC+03:00)                                                       |
| Verde      | Hora de Moscú/Hora de Turquía (UTC+03:00)                                                         |

España tiene dos zonas horarias, el huso horario CET (UTC+01:00) en la España peninsular, Islas Baleares, Ceuta, Melilla y las plazas de soberanía; y el WET (UTC±00:00) en las islas Canarias. 
Antes de la Segunda Guerra Mundial se utilizaba el huso horario GMT±00:00, excepto en Canarias donde se utilizaba el UTC−01:00. Sin embargo, en 1940 la zona horaria se cambió a la hora de Europa Central (CET) y se ha mantenido así desde entonces, lo que significa que España no utiliza el huso horario que le corresponde geográficamente. El huso horario actual (UTC+01:00), provoca que en verano el Sol salga en torno a las 6:30, el mediodía solar sea en torno a las 13:00 y el ocaso pasadas las 20:00. Se cree que este cambio de zona horaria influye en el horario diario relativamente inusual del país (comer y dormir tarde). 

## Historia

### Adopción de la zona estándar (UTC±00:00)
Hasta el 31 de diciembre de 1900 España, como otras partes del mundo, usaba la hora solar media. El 22 de julio de 1900, en San Sebastián, el presidente del Consejo de Ministros, Francisco Silvela, propuso a la regente de España, María Cristina, un real decreto para uniformar la hora en España a partir del 1 de enero de 1901, estableciendo así la hora del meridiano de Greenwich (UTC±00:00) como la hora estándar en la España peninsular, Baleares, Ceuta y Melilla. El real decreto fue sancionado por la reina el 26 de julio de 1900 en San Sebastián, lugar donde residía durante el verano.

### La excepción de las Islas Canarias
Antes del 1 de marzo de 1922, las islas Canarias seguían utilizando la hora solar media hasta que se descubrió que el real decreto de 1900 solo se aplicaba a la Península y Baleares. Las Islas Canarias utilizaron entonces una hora menos que el resto de España; UTC-01:00, hasta el 16 de marzo de 1940, y desde entonces utilizan la hora de Europa Occidental (UTC±00:00) y España peninsular, Baleares, Ceuta y Melilla; la hora de Europa Central (UTC+01:00). Canarias cambia al horario de verano a la misma hora (01:00 WET a 02:00 WEST) que el resto de España (02:00 CET a 03:00 CEST).
Es muy popular en los medios de comunicación nacionales españoles, principalmente en radio y televisión, poner el aviso «una hora menos en Canarias» cuando se menciona la hora local.
El huso horario que le corresponde a las islas Canarias es UTC-00:00.

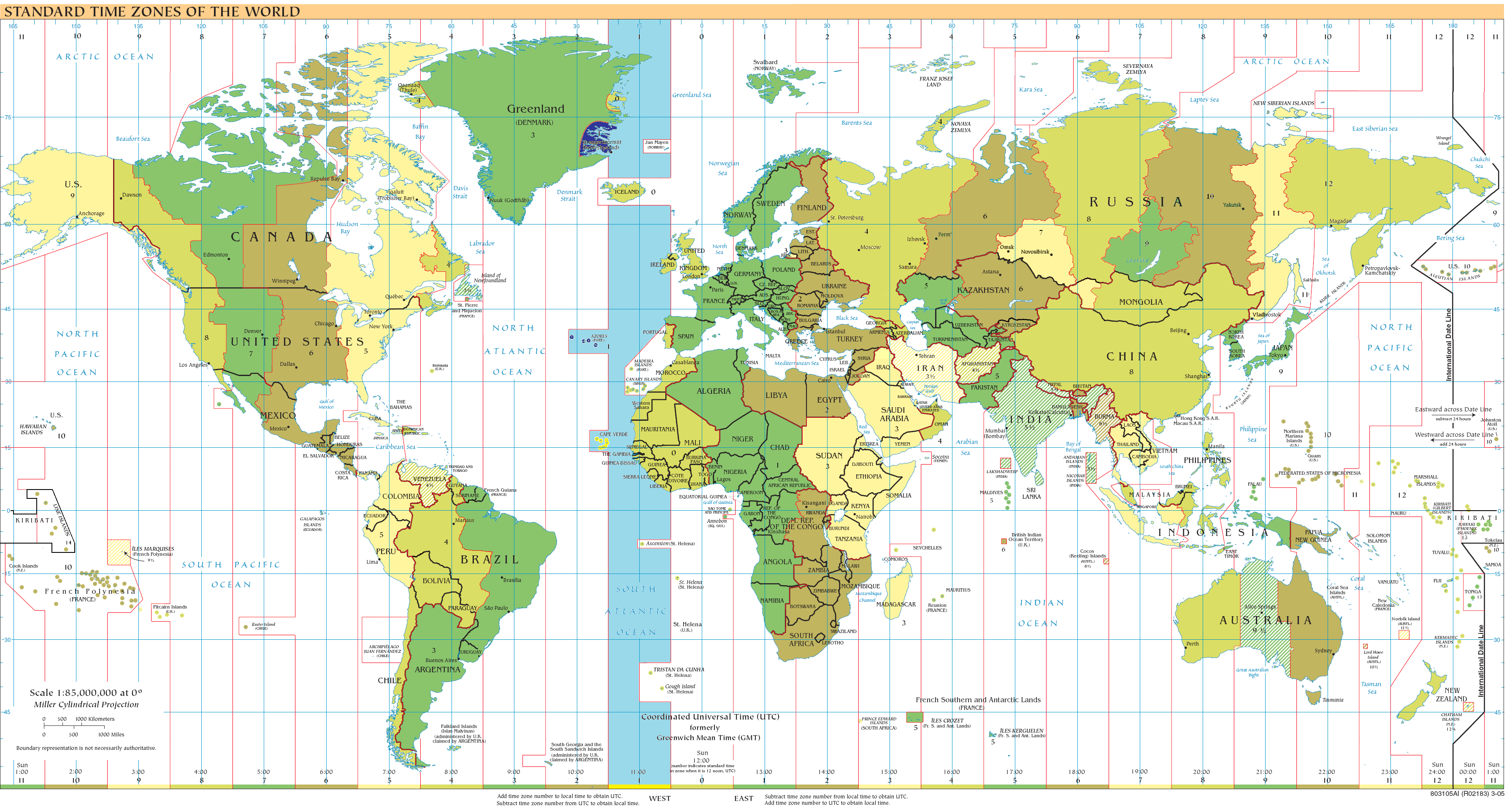
Las Islas Canarias están localizadas justo en el centro de la zona horaria UTC−00:00.

### Horario de verano
El horario de verano se introdujo por primera vez en 1918, año en que finalizó la Primera Guerra Mundial. Después se introdujo y se suprimió varias veces. No se aplicó en 1920-1923, 1925, 1930 ni durante el periodo de la Segunda República Española de 1931-1936. Durante la guerra civil española, se reintrodujo el horario de verano pero hubo diferentes fechas de aplicación, dependiendo de si el territorio estaba bajo el control del bando republicano o del bando sublevado. El bando republicano hizo su primer intento de cambiar de la hora del meridiano de Greenwich a la hora central Europea, cuando el 2 de abril de 1938 el huso horario fue adelantado una hora, y de nuevo otra hora el 30 de abril de 1938, para solo atrasarse en una hora el 2 de octubre de 1938. Tras el fin de la guerra, el 1 de abril de 1939, se restableció la hora del meridiano de Greenwich y el 15 de abril de 1939, se aplicó el horario de verano. 
Desde 1974, tras la crisis del petróleo de 1973, el horario de verano es aplicado todos los años. En 1981 se aplicó como directiva y se revisa cada cuatro años. El horario de verano se aplicaba desde el último domingo de marzo (02:00 CET) hasta el último domingo de septiembre (02:00 CET). En 1996, el horario de verano se armonizó en toda la Unión Europea mediante la directiva 2000/84/CE, que trasladó el final del horario de verano al último domingo de octubre.

### Hora Central Europea
En 1940, durante la Segunda Guerra Mundial, Francisco Franco cambió el huso horario de la hora de Greenwich a la hora de Europa Central. El cambio se produjo el 16 de marzo de 1940 a las 23:00, cuando los relojes marcaron las 00:00 del 17 de marzo de 1940. Este cambio se hizo permanente en 1942 para estar en consonancia con la Europa ocupada por la Alemania nazi. Varios países de Europa occidental, entre ellos Francia, Bélgica y los Países Bajos, permanecieron en la hora alemana después de la guerra, además de España. En Canarias, se cambió la hora de UTC-01:00 a UTC±00:00 el 30 de septiembre de 1946 a la 01:00, cuando los relojes marcaron las 02:00 del mismo día. 